# Karl Hackl (Psychologe)
Karl Hackl (* 17. März 1889 in Wien; † 17. Dezember 1958 ebenda) war ein österreichischer Maschinenbauer und Leiter eines psychotechnischen Instituts in Wien. Er zählt zu den wichtigsten Protagonisten der Psychotechnik in Österreich.

## Leben
Hackls Vater starb als Hackl ein halbes Jahr alt war. Seine Mutter ermöglichte ihm trotz widriger Umstände ein Maschinenbaustudium an der k.u.k. Technischen Hochschule in Wien (heute Technische Universität Wien).
1911 arbeitete Hackl bei den Niederösterreichischen Landesbahnen. Zehn Jahre später wurde Hackl dort Vorsitzender des Sanierungsausschusses.
Hackl fand durch den Berliner Psychologen Hans Rupp, der österreichischer Herkunft war, zur Psychotechnik. In der Psychotechnik verband sich sein bestehendes psychologisches Interesse und sein Ingenieurs-Wissen.
Im Jahre 1920 gründete er ein privates psychotechnisches Laboratorium, in dem er psychotechnische Untersuchungen und Tests durchführte. Es beschäftigte sich zudem mit Markt- und Werbepsychologie.
Von 1926 bis 1938 war Hackl Leiter des Psychotechnischen Instituts der Industriellen Bezirkskommission-Landesarbeitsamt Wien. Ein Schwerpunkt lag dort in der Berufsberatung, der Eignungsuntersuchung von Arbeitslosen, Umschulungen und psychologischer Arbeitsoptimierung.
Hackl richtete u. a. die Psychotechnischen Abteilungen der Wiener Polizeidirektion und der Städtischen Straßenbahnen ein und begründete die Heerespsychologische Stelle in Wien.
Im Jahre 1936 verlieh der österreichische Bundeskanzler Hackl den Professorentitel.
Anfang 1938 wurde Hackl zum Leiter der Arbeitstechnischen Lehr- und Versuchsanstalt (ATV) des Bundesministeriums für Handel und Verkehr ernannt.
Hackl war erster Vorsitzender und Mitglied einiger fachwissenschaftlicher psychotechnischer Vereinigungen. Zwischen 1938 und 1944 wurde Hackl durch die Nationalsozialisten allen Ämtern enthoben. Ab 1946 baute Hackl die Arbeitsgemeinschaft für Psychotechnik wieder auf.
Im Jahre 1947 gründete er die Zeitschrift Mensch und Arbeit.
Hackl war mit seiner Frau Luise (geborene Reichmann, * 22. April 1888) verheiratet und hatte zwei Kinder, Melitta Erdheim, geb. Hackl (* 10. Januar 1924; † 25. April 1987) und Guido Hackl
(* 2. Januar 1920; † 3. Dezember 2006), welcher später das Psychotechnische
Institut übernommen hat und weiterführte. Seine Enkelin Susanne Hackl-Grümm führt Hackls Psychotechnisches Institut heute zusammen mit ihrem Mann mit einem marktpsychologischen Schwerpunkt fort.

## Werk
Hackl spielte bei der Etablierung der Psychotechnik in Österreich eine zentrale Rolle.
Er schenkte der Psyche des Menschen besondere Beachtung und war somit ein Gegner des „tayloristischen Faktors Mensch“.
Hackl arbeitete eng mit Psychologen aus ganz Europa zusammen, besonders mit Charlotte Bühler und Hans Rupp, sowie mit Ernest Dichter, der zwischen 1934 und 1936 in Hackls psychotechnischen Institut arbeitete und später Pionier der Marktpsychologie  wurde.
Des Weiteren arbeitete er mit bekannten Psychotechnikern und Psychotechnikerinnen wie Jean-Maurice Lahy, Franziska Baumgarten-Tramer und anderen zusammen.

## Die vier Hauptaufgaben der Psychotechnik
Für Hackl hatte die Psychotechnik vier Hauptaufgaben:
1.: Die Eignungsfeststellung, damit „der richtige Mensch am rechten Ort“ eingesetzt wird.
2.: Die Arbeitsbedingungen – bei diesem Thema war er einer der Pioniere. Er und sein Team untersuchten bei zahlreichen Berufsgruppen den Einfluss von Beleuchtung, Temperatur, Belüftung, Arbeitsdauer, Pausen, der Gestaltung des Arbeitsplatzes, der Behandlung durch Mitarbeiter und Vorgesetzte usw. Dazu kam natürlich die Anpassung von Werkzeug, Maschinen und sonstigem Arbeitsgerät, sowie Studien zur richtigen Körperhaltung.
3.: Ein wichtiges Thema stellte auch der Ablauf von Arbeitsverfahren dar und die Entwicklung von optimalen Verfahrensabläufen
4.: Ein ebenfalls wesentliches Thema in der Psychotechnik war die Entwicklung von optimierten Ausbildung- und Anlernverfahren.

## Mitgliedschaften
- Seit 1927: Erster Vorsitzender der „Arbeitsgemeinschaft für Psychotechnik“ (APÖ, wurde 1927 von Hackl gegründet und nachdem sie 1938 bis 1944 nicht arbeiten konnte, 1946 durch Hackl wiederaufgebaut.)
- Seit 1933: Erster Vorsitzender der „Vereinigung österreichischer Psychotechniker“
- Seit 1934: Mitglied des Direktoriums der Internationalen Psychotechnischen Gesellschaft (Sitz Paris)

## Nachlass
Der wissenschaftliche Nachlass von Karl Hackl befindet sich im Psychologiegeschichtlichen Forschungsarchiv der FernUniversität in Hagen; er wurde zwischen 2012 und 2016 erworben. Der Bestand des Psychologiegeschichtlichen Forschungsarchivs umfasst den größten Teil der bislang noch in Familienbesitz verbliebenen Dokumente des Psychotechnischen Instituts, Wien: Tagungsberichte, Memoranden, Rundschreiben, Briefe, Auswahlverfahren, Tests, Apparate, zahlreiche Fotos (Album) usw. Da es sich hier vermutlich um das letzte noch weitgehend erhaltene Psychotechnische Institut im deutschen Sprachbereich handelte, ist der Bestand von nennenswerter psychologiegeschichtlicher Bedeutung.

## Veröffentlichungen
- Arbeitswissenschaft. Sparwirtschaft. 1930 (2, 3, 4, 5 und 6).
- Psychologie der sozialen Berufe. Tagungsbericht über die 6. Tagung Österreichischer Psychotechniker in Graz vom 12. Bis 14. April 1930.

## Rundfunkvorträge
- Menschenführung im Betrieb. Radiovortrag am 5. Februar 1931.